# Hemerobius jamaicensis
Hemerobius jamaicensis is een insect uit de familie van de bruine gaasvliegen (Hemerobiidae), die tot de orde netvleugeligen (Neuroptera) behoort. 
Hemerobius jamaicensis is voor het eerst wetenschappelijk beschreven door Panzer in 1785.